# Конг (Мейо)
Конг (англ. Cong; ирл. Conga, «теснина святого Фехина») — деревня в Ирландии, находится на границах графств Мейо (провинция Коннахт) и Голуэй.
Конг был местом действия оскароносного фильма «Тихий человек» (The Quiet Man). В основном фильм снимался в замке; до сих пор собирается местный фан-клуб фильма «Quiet Man Fan Club».

## Демография
Население — 150 человек (по переписи 2006 года). В 2002 году население было 185 человек.
Данные переписи 2006 года:
| Общие демографические показатели |               |                               |                               |      |      |
| Всё население                    | Всё население | Изменения населения 2002—2006 | Изменения населения 2002—2006 | 2006 | 2006 |
| 2002                             | 2006          | чел.                          | %                             | муж. | жен. |
| 185                              | 150           | −35                           | −18,9                         | 77   | 73   |